# Hit the Lights (album Jay Sean)
Hit the Lights è un album raccolta del cantante Jay Sean pubblicato dalla Universal Records esclusivamente in Giappone. Il nome dell'album viene dal brano Hit the Lights. L'album contiene brani mai pubblicati di Sean, compresi quelli in precedenza inseriti soltanto nel suo mixtape The Mistress.

## Track listing
1. Hit the Lights (featuring Lil Wayne)
2. 2012 (It Ain’t the End) (featuring Nicki Minaj)
3. Break Ya Back
4. Can't Fall in Love
5. Sex 101 (featuring Tyga)
6. Like This, Like That (featuring Birdman)
7. The Mistress
8. Love (featuring Birdman)
9. Message in a Bottle
10. Where Do We Go